# Погорелица (река)
Погорелица — река в России, протекает в Костромской области. Устье реки находится в 6 км по правому берегу реки Воломша. Длина реки составляет 11 км.
Исток у деревни Тренино в 16 км к северо-востоку от посёлка Кадый. Река течёт по ненаселённому лесу на юго-запад.

## Данные водного реестра
По данным государственного водного реестра России относится к Верхневолжскому бассейновому округу, водохозяйственный участок реки — Волга от города Кострома до Горьковского гидроузла (Горьковское водохранилище), без реки Унжа, речной подбассейн реки — Волга ниже Рыбинского водохранилища до впадения Оки. Речной бассейн реки — (Верхняя) Волга до Куйбышевского водохранилища (без бассейна Оки).
По данным геоинформационной системы водохозяйственного районирования территории РФ, подготовленной Федеральным агентством водных ресурсов:
- Код водного объекта в государственном водном реестре — 08010300412110000014282
- Код по гидрологической изученности (ГИ) — 110001428
- Код бассейна — 08.01.03.004
- Номер тома по ГИ — 10
- Выпуск по ГИ — 0